# Reising M50
De Reising M50 is een pistoolmitrailleur, ontworpen door Eugene Reising. Het wapen was in de Verenigde Staten van 1941 tot 1953 in productie.
Het wapen was lichter en nauwkeuriger dan de bekende tommy gun. Ook was het veel goedkoper, en was bovendien leverbaar in een tijd dat productie van de tommy gun de vraag niet kon bijbenen. Het werd door mariniers in gebruik genomen, maar bleek in de praktijk (vooral in de tropen) heel gevoelig voor zout water en vuil; in gevechtssituaties bleek het heel moeilijk in het onderhoud. Zodoende was het slechts kort in gebruik aan het front, en werd daarna voor minder veel-eisende toepassingen gebruikt.